# Kentish Town (stacja)
Kentish Town – stacja kolejowa w Londynie, położona w dzielnicy Camden. Została otwarta w 1868. Aktualnie leży na linii Thameslink, wiodącej z Bedford do Brighton. Operatorem pociągów kursujących na tej trasie jest firma First Capital Connect. W 1907 oddano do użytku dobudowane pod stacją podziemne perony metra, przy których dziś zatrzymują się pociągi Northern Line. Obecnie z kolejowej części stacji korzysta ok. 0,885 mln pasażerów rocznie, a z peronów metra ok. 7,1 mln. W systemie londyńskiej komunikacji miejskiej, stacja należy do drugiej strefy biletowej. Obiema częściami stacji administruje metro londyńskie.

## Przypisy

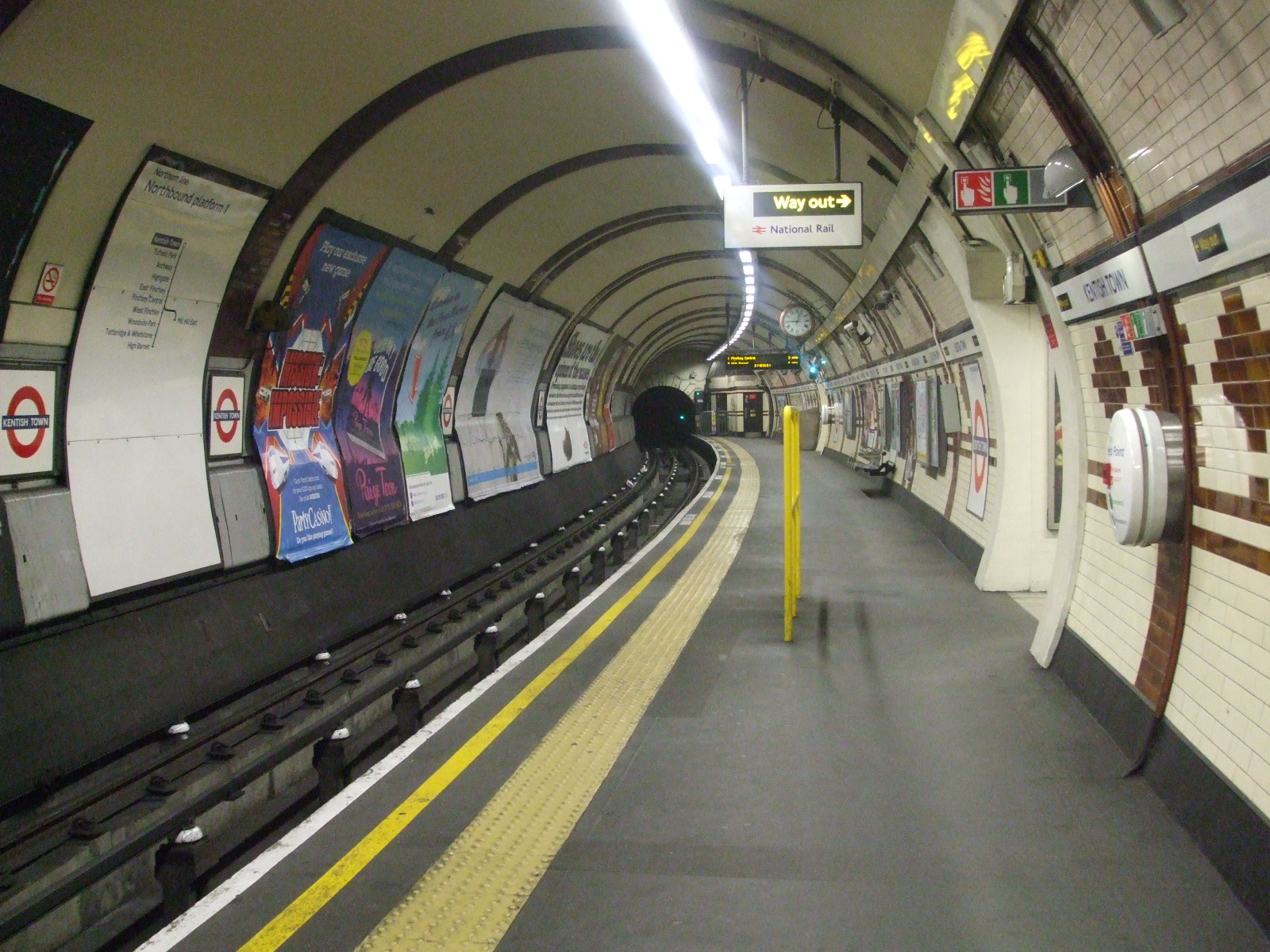
Jeden z peronów metra